# Югославія (футбольний клуб)
Спортивний клуб Югославія (серб. Спортски клуб Југославија) — професійний югославський футбольний клуб із Белграда, що існував у 1913—1945 роках. Дворазовий чемпіон Югославії. Після розформування команди в 1945 році на її основі був створений клуб «Црвена Звезда».

## Історія
Спортивний клуб «Югославія» був заснований в 1913 році в Белграді під назвою «Велика Сербія» групою ентузіастів на чолі з Данило Стояновичем. В 1914 році команда стала переможцем Олімпійського кубку, перемігши з рахунком 3:1 клуб «Шумадія» з міста Крагуєваць завдяки двом голам Алоїза Махека і голу Милети Йовановича. В тому ж році з початком Першої світової війни клуб фактично припинив існування.
Після закінчення війни і створення Королівства Сербів, Хорватів і Словенців клуб «Велика Сербія» був відновлений під назвою СК «Югославія». Команда лишилась на провідних ролях у країні. З початком проведення Чемпіонату Сербії, що пізніше став називатись Чемпіонат Белградської футбольної асоціації, регулярно змагалась за перемогу у цих змаганнях, жодного разу з 1920 по 1930 рік не опускаючись нижче другого місця.
У 1923 році у першому розіграші національного чемпіонату «Югославія» дісталась півфіналу, де поступилась САШКу із Сараєво. Нападник клубу Драган Йованович здобув звання найкращого бомбардира першого чемпіонату.
Уже наступного року белградський клуб під керівництвом австрійського тренера Карела Блахи здобув свій перший титул чемпіона Югославії. На шляху до фіналу команда здолала «Славію» (Осієк) (5:2) і «Сомборський» (6:1), а у головному матчі перемогла «Хайдук» (Спліт) з рахунком 2:1 завдяки голам Дам'яна Джурича і Стевана Лубурича. Титул був здобутий у такому складі: воротар Карой Немеш (3 матчі); захисники Милутин Івкович (3), Бранко Петрович (2), Бошко Тодорович (1); півзахисники Михайло Начевич (3), Алоїз Махек (3), Светислав Маркович (3); нападники Дам'ян Джурич (3.1), Драган Йованович (3.4), Стеван Лубурич (3.3), Душан Петкович (3.4), Бранислав Секулич (3.3).
У 1925 році «Югославія» повторила свій успіх. З однаковим рахунком 3:2 клуб послідовно переміг «Хайдук» (Спліт), «Славію» (Осієк) і «Граджянскі» (Загреб). У складі команди грали: Карой Немеш (3); Милутин Івкович (3), Бранко Петрович (3); Михайло Начевич (3), Алоїз Махек (3), Светислав Маркович (3); Александар Джорджевич (3), Драган Йованович (3.2), Стеван Лубурич (3.1), Душан Петкович (3.3), Бранислав Секулич (3.3); тренер Карел Блаха (Австрія).
Наступного року «Югославія» посіла друге місце, програвши у фіналі «Граджянскі» (1:2), а ще через рік клуб уперше не потрапив до фінального турніру, програвши САШКу у кваліфікації. В команді відбувалась зміна поколінь.
У наступні роки «Югославія» регулярно виступала у фінальному турнірі чемпіонату, але більше жодного разу не зуміла здобути перемогу. Двічі команді вдавалось завоювати срібні нагороди у 1930 і 1935 роках.
В 1930 році три футболісти «Югославії» відправились у Уругвай на чемпіонат світу, де дістались півфіналу, а саме Момчило Джокич, Теофило Спасоєвич і Бранислав Хрньїчек. Можна згадати також Милутина Івковича, багаторічного лідера захисту, і нападника Бранислава Секулича, що залишили клуб незадовго до чемпіонату.
У 1936 році «Югославія» здобула перемогу у кубку Югославії. У фіналі команда двічі виграла у загребського «Граджянскі» — 2:1 (обидва голи на рахунку Шьячича) і 4:0 (три голи забив Петрович і один Зечевич). У 1939 році команда виграла ще одне кубкове змагання, що носило назву Зимовий кубок. У фіналі «Югославія» переграла клуб Славія (Сараєво) 5:1 і 0:0.
Після того, як країни Осі напали на Югославію, СК «Югославія» був перейменований у СК «1913» році на честь року заснування. У цей час команда виступала у чемпіонаті Сербії. Одного разу у 1942 році стала чемпіоном змагань, а у інших розіграшах поступалась своєму головному конкуренту БСК. Після закінчення Другої світової війни і встановлення комуністичного уряду у країні, СК «1913» був розформований. Більшість нерухомості, гравці і тренувальна база були передані новоствореному клубу — «Црвена Звезда».

### Історичні назви клубу
| Роки       | Назва клубу                                              |
| ---------- | -------------------------------------------------------- |
| 1913–1919. | СК Велика Сербія (Спортски клуб Велика Србија) (Белград) |
| 1919–1941. | СК Югославія (Спортски клуб Југославија) (Белград)       |
| 1941–1945. | СК 1913 (Спортски клуб 1913) (Белград)                   |

## Статистика виступів
| Чемпіонат Югославії | Чемпіонат Югославії            | Чемпіонат Белграда | Чемпіонат Белграда |
| Сезон               | Результат                      | Сезон              | Результат          |
| ------------------- | ------------------------------ | ------------------ | ------------------ |
|                     |                                | 1919–20            | місце              |
|                     |                                | 1920–21            | місце              |
|                     |                                | 1921–22            | місце              |
| 1923                | 1/2 фіналу                     | 1922–23            | місце              |
| 1924                | місце                          | 1923–24            | місце              |
| 1925                | місце                          | 1924–25            | місце              |
| 1926                | місце                          | 1925–26            | місце              |
| 1927                | кваліфікація                   | 1926–27            | місце              |
| 1928                | 6 місце                        | 1927–28            | місце              |
| 1929                | місце                          | 1928–29            | місце              |
| 1930                | місце                          | 1929–30            | місце              |
| 1930-31             | 3 місце в групі                | 1930–31            | незавершений       |
| 1931-32             | 4 місце                        | 1931–32            | місце              |
| 1932-33             | місце                          |                    |                    |
| 1934-35             | місце                          |                    |                    |
| 1935-36             | Кваліфікаційна група - 1 місце | 1935-36            | місце              |
| 1936-37             | 4 місце                        |                    |                    |
| 1937-38             | 6 місце                        |                    |                    |
| 1938-39             | місце                          |                    |                    |
| 1939-40             | 4 місце                        |                    |                    |

| Чемпіонат Сербії | Чемпіонат Сербії |
| Сезон            | Результат        |
| ---------------- | ---------------- |
| 1939–40          | місце            |
| 1940–41          | місце            |
| 1941–42          | місце            |
| 1942–43          | місце            |
| 1943–44          | місце            |

## Досягнення
- Перша ліга Югославії:
  -  Переможець (2): 1924, 1925
  -  Срібний призер (3): 1926, 1930, 1935
  -  Бронзовий призер (3): 1929, 1932-33, 1938-39

- Чемпіонат Белграда:
  -  Переможець (7): 1922, 1923, 1924, 1925, 1926, 1928, 1932
  -  Срібний призер (6): 1920, 1921, 1927, 1929, 1930, 1934

- Чемпіонат Сербії:
  -  Чемпіон (1): 1942
  -  Срібний призер (4): 1940, 1941, 1943, 1944

- Кубок Королівства Югославія з футболу:
  -  Володар (1): 1936, 1938-39[4]

- Сербський Олімпійський кубок:
  -  Володар (1): 1914

## Гравці
Футболісти, що залишили значний слід в історії клубу або югославського футболу загалом.